# Skantzoura
Skantzoura (en griego: Σκάντζουρα) es una isla griega del grupo de las islas Espóradas. La isla está situada a unos 25 a 30 km al este-sureste de la isla principal de Alonnisos.
Las islas e islotes más cercanas son Adelfoi, al oeste, y Skyros, al este-sureste, mientras que al sur, directamente, esta la isla de Eubea. Posee 6 kilómetros cuadrados de superficie, administrativamente depende de la Periferia de Tesalia.